# Johann Caspar Bluntschli
Johann Caspar Bluntschli (néhol Kaspar, magyarosan Bluntschli János Gáspár) (Zürich, 1808. március 7. – Karlsruhe, 1881. október 21.)
svájci jogász, jogfilozófus, államelméleti gondolkodó, egyetemi tanár.

## Életpályája
1833-tól tanár volt az újonnan alapított zürichi egyetemen. Szülővárosának közéletében aktív részt vállalt és már 1837-ben a nagytanács tagja volt. A zürichi magánjogi törvénykönyv kodifikálásával is őt bizták meg. A politikai viszonyok alakulása miatt, a radikálisok győzelme következtében elkedvetlenedve, Bluntschli 1847-ben Münchenbe költözött és 1848-ban az ottani egyetemen a közjog és a német magánjog tanszékét nyerte el. Majd 1861-ben az egyetem meghivásának engedve, Heidelbergbe ment és mint az államtudományok tanára, komoly hírnevet szerzett. A drezdai jogászgyűlés 1861-ben elnökévé választotta, tagja lett a badeni első kamarának is. A brüsszeli nemzetközi jogi konferencián Bluntschli a német császár küldötte volt; jelentékeny érdeme volt továbbá a genti «Institut de Droit International» létrehozásában is. A német politikai életben is nagy szerep jutott neki, elkötelezett hive volt a mérsékelt, bizonyos konzervativizmussal árnyalt liberalizmusnak. Bluntschli jogirodalmi munkássága igen jelentős. Szakított a nehézkes német előadási stílussal és azért művei széles körben elterjedtek. Többet ezek közül idegen nyelvekre, többek között magyarra is lefordítottak és néhánynak a magyar jogi irodalomra, közfelfogásra is befolyása volt.

## Főbb művei
- Lehre vom modernen Staat. 3. köt. (Stuttgart 1875); az I. és II. köt. már ötödik kiadást érő általános államtant, illetve államjogot tartalmazza, a III. köt. pedig a politikáról szól, mint tudományról.
- Nagy jelentőségü a nemzetközi jogi irodalom szempontjából: Das moderne Völkerrecht der civilisierten Staaten als Rechtsbuch dargestellt (III. kiad. 1878.) című munkája, melyben a nemzetközi jog kodifikálását kísérli meg.
- Geschichte des allgemeinen Staatsrechts und Politik (München 1864,) magyarra ford. Hévády (Akadémia kiadása 1875).
- Különös érdemeket szerzett még a svájci közjog történetét tárgyaló művekkel, amelyek az előzőeket értékben messze felülmúlták: Geschichte des schweizerischen Bundesrechtes 1-2 köt. (Zürich 1849-52);
- Stadt- und Rechtsgeschichte der Stadt und Landschaft Zürich (uo. 1838-39).
- Privatrechliches Gesetzbuch für Canton Zürich. 4. köt. (uo. 1854-6);
- Deutsches Privatrecht (München III. kiad. 1864). Brater társaságában kiadta a nálunk is elterjedt munkát: Deutsches Staatswörterbuch. 11. köt. (Stuttgart 1857-70), amely később rövidítve jelent meg (1870-75);
- Arndttal és Pölz-cel együtt Münchenben, 1853-ban, a Critische Ueberschau für Gesetzgebung und Rechtswissenschaft című folyóiratot alapította meg, s úgy ez utóbbiban, mint az előbbiben számos értekezést közölt.

### Magyarul
- A politikai pártok; ford., jegyz. Ballagi Géza; Heckenast, Pest, 1872
- Az általános államjog és a politika története. A tizenhatodik század óta a jelenkorig, 1-2.; ford. Acsády Ignác; Akadémia, Bp., 1876 (A Magyar Tudományos Akadémia Könyvkiadóvállalata)

## Emlékezete
Emlékét Münchenben 1882-ben Bluntschli-alapítvánnyal örökítették meg, amelynek feladata nemzetközi jogi pályakérdések kitűzése és megjutalmazása.